# Igor Burzanović
Igor Burzanović (* 25. August 1985 in Titograd) ist ein ehemaliger montenegrinischer Fußballspieler und heutiger Trainer.

## Als Spieler

### Verein
Burzanović begann seine Karriere beim FK Budućnost Podgorica. Im Januar 2007 wechselte er zum FK Roter Stern Belgrad. Mit Roter Stern Belgrad wurde er 2007 Meister sowie Pokalsieger. Nachdem er in der Saison 2008/09 an FK Budućnost Podgorica verliehen wurde, wechselte er im Sommer 2009 nach Japan zu Nagoya Grampus in die J1 League, wo er es zu 62 Einsätzen und 10 Toren brachte und 2010 auch dort den Meistertitel feierte. Im Jahr 2012 folgte ein Wechsel zu Buriram United in die Thai League und 2013 spielte er wieder für den FK Budućnost Podgorica. Weitere Stationen waren Irtysch Pawlodar in Kasachstan und die Hunan Billows in der China League One. Bis zu seinem Karriereende 2018 war er wieder in seiner Heimat für den FK Budućnost Podgorica, OFK Petrovac und FK Iskra Danilovgrad.

### Nationalmannschaft
Mit der jugoslawischen U-17-Auswahl nahm Burzanović an der Europameisterschaft 2002 in Dänemark, kam dort zu drei Einsätzen und erreichte das Viertelfinale. Später folgten noch vier Partien für die serbisch-montenegrinische U-21, u. a. ein Freundschaftsspiel gegen Deutschland (3:5). Am 24. März 2007 debütierte Burzanović dann beim Testspiel gegen Ungarn in der montenegrinischen A-Nationalmannschaft und schoss das entscheidende Tor zum 2:1-Sieg. Bis September 2008 bestritt er insgesamt acht Länderspiele und erzielte dabei zwei Treffer für die Auswahl.

### Erfolge
- Serbischer Meister: 2007
- Serbischer Pokalsieger: 2007
- Japanischer Meister: 2010

## Als Trainer
Im August 2022 übernahm Burzanović kurzzeitig den Posten des Co-Trainers beim heimischen Erstligisten FK Rudar Pljevlja, ehe er einen Monat später Cheftrainer des FK Sloga Bar in der drittklassigen Treća Crnogorska Liga wurde.